# Роналд Ј. Макговни
Роналд Ј. Макговни (енгл. Ronald J. McGovney; Лос Анђелес, Калифорнија, САД, 2. новембар 1963.) је амерички полу-пензионисани музичар, најпознатији као оригинални бас гитариста у хеви метал бенду Металика, од октобра 1981. до децембра 1982. године.
Пошто је претходно свирао са гитаристом Џејмсом Хетфилдом у гаражном бенду Leather Charm, Макговни је био члан Металике током прве године њиховог наступања и појавио се на њиховим раним демо снимцима пре него што је напустио бенд крајем 1982. Након периода неактивности, свирао је у треш метал бенду Phantasm. Касније је свирао са Металиком на њиховој емисији поводом 30. годишњице.

## Каријера

### Leather Charm и Металика
У јуну 1981. Макговни је основао свој први бенд, Leather Charm, са својим пријатељем из детињства Хетфилдом и гитаристом Хјуом Танером из Хетфилдовог претходног бенда, Фантом Лорд. Танер је убрзо напустио Leather Charm да би наставио каријеру у музичком менаџменту; у следећој постави су били гитариста Трој Џејмс и бубњар Џим Малиган. Група је неколико месеци увежбавала нови талас британских хеви метал обрада и оригиналног материјала, али Малиганов одлазак касније те године довео је до пропасти бенда.
Хетфилд и бубњар Ларс Улрих основали су свој нови пројекат, Металику, у октобру 1981. Са додатком Макговнија и гитаристе Дејва Мастејна почетком следеће године, завршена је прва постава бенда за свирке. Након свог дебитантског наступа 14. марта, бенд је 1982. провео пробе у давно срушеном изнајмљеном имању Макговнијевих родитеља у близини аутопута 605 и стварајући локалне обожаваоце на хеви метал сценама Лос Анђелеса и округа Оринџ. За то време снимили су неколико демо снимака, укључујући један снимљен у Макговнијевој гаражи, Power Metal демо и лајв No Life 'Til Leather. Снимак песме Hit the Lights са Макговнијем који свира бас је представљен на репресији Metal Massacre Vol. 1 албум.
Макговнијево време у Металици је наводно било бурно, јер се често сукобљавао са Улриком и Мастејном. Осећао је да је, осим што је користио своје везе са људима које је остварио као аматерски фотограф, његова улога у бенду била улога добављача новца и транспорта, а не поштованог члана бенда. На крају је дао оставку 10. децембра 1982, због растућих тензија, а заменио га је Клиф Бартон. Након што је напустио Металику, Макговни је изгубио интерес за стварањем музике и продао је већину своје опреме.

### Phantasm
Године 1986. вокалиста Hiraxа Кејтон В. Де Пена убедио је Макговнија да се врати музици. Њих двојица су основали треш метал бенд Phantasm са гитаристом Роднијем Николсоном и неколико других музичара, накратко укључујући бубњара Дарк Ејнџела, Џина Хоглана. Phantasm је објавио демо, али никада није снимио прави албум, и распао се 1988. због неслагања међу члановима. Године 2001. треш издавачка кућа "Deep Six Records" објавила је Wreckage CD, који је упаковао ремастеровану верзију истоименог демо албума са ливе сетом из 1987.

### Касније активности
Макговни је прекинуо своју професионалну каријеру након распада Phantasm-a, али је давао спорадичне интервјуе и појављивао се на догађајима везаним за Металику. Чланови бенда Phantasm су разматрали поновно окупљање 2007. године, међутим то на крају није успело.
Наступио је јавно први пут после 23 године 10. децембра 2011, одсвиравши две песме на сцени са Металиком, Мастајном и раним студијским гитаристом Лојдом Грантом у Филмору у склопу прослава око краја треће деценије групе. Две године касније, придружио се Мустајновом бенду Megadeth на бини у Шарлоту, Северна Каролина, 5. децембра 2013, где је делио главни вокал на обради песме бенда Thin Lizzy "Cold Sweat".
Макговни је рекао да, иако је његово време у Металици завршено непријатно, он се сада слаже са својим бившим колегама из бенда и спекулише да би, с обзиром на његову диспозицију и вештину, могао боље да допринесе бенду да је служио као менаџер пута, а не као бас гитариста.